# Patrizia Piacentini
Patrizia Piacentini (Pavullo nel Frignano, 1961) è un'egittologa e archeologa italiana.
Dal 2018 dirige l'Egyptian-Italian Mission at West Aswan (EIMAWA), ad Assuan, Egitto. È socio corrispondente all'Accademia dei Lincei dal 2022, e socia all'Accademia Ambrosiana, Classe Africana, dal 2023; è membro corrispondente dello Shanghai Archaeological Forum, Chinese Academy of Social Sciences, dal 2019.

## Biografia
Laureatasi in Lettere Classiche nel 1986 presso l'Università degli Studi di Bologna, con una tesi in Egittologia, consegue nel 1991 la specializzazione presso l'École Pratique des Hautes Études di Parigi e, nel 1997, il dottorato di ricerca in Histoire et philologie égyptienne, sotto la direzione di Pascal Vernus.
Dal 1993, ricopre il ruolo di Professore Associato di Egittologia presso l'Università degli Studi di Milano, dove insegna Archeologia egiziana dello stesso ateneo dal 1999. È Ordinario di Egittologia e Archeologia egiziana dello stesso ateneo dal 2005, dove è stata anche coordinatore della Scuola di Dottorato in Scienze del patrimonio. Dal 2003 al 2014 ha fatto parte del collegio del dottorato in Storia del Mediterraneo antico dell'Università degli Studi di Pavia.
Membro del consiglio d'amministrazione dell'Institut Français d'Archéologie Orientale del Cairo (per il periodo 2006-2011), fa attualmente parte del consiglio della Fondazione Michela Schiff Giorgini, dell'Institut d'Etudes Meditérranéennes de Montréal, dell’Istituto Italiano per la Civiltà Egizia e della Société Française d'Egyptologie, di cui è stata Vicepresidente (2019-2021).
È stata “Gale Visiting Fellow” alla Macquarie University di Sydney nel 2019. Nello stesso anno è stata nominata membro dell’Advisory Committee dello Shanghai Archaeological Forum, Chinese Academy of Social Sciences.
Ha pubblicato più di 250 articoli e libri, tenuto oltre 150 conferenze, ha partecipato a più di 60 congressi, e organizzato numerose mostre internazionali..
Ha diretto scavi archeologici in Italia e in Egitto, dove ora dirige la missione "EIMAWA", operativa dal 2018 ad Aswan.
Nel 2022, è nominata socio corrispondente all'Accademia Nazionale dei Lincei. Lo stesso anno, ha vinto il premio "Gaston Maspero" dell'Académie des Inscriptions et Belles-Lettres per la sua carriera egittologica. Nel 2023, è nominata Socia dell’Accademia Ambrosiana, Classe Africana.
Nel 2025 ha contribuito alla realizzazione del volume monografico su Giuseppe Parvis dal titolo Giuseppe Parvis, ebanista e designer tra Egitto ed Europa nel secondo Ottocento.

## Biblioteca e Archivi di Egittologia
Nel 1999 dirige la Biblioteca e Archivi di Egittologia dell’Università degli Studi di Milano, di cui assicura la direzione scientifica e organizzativa, con l’acquisizione della biblioteca di Elmar Edel. Formata da oltre 15.000 titoli, è dedicata allo studio dell’Egittologia, della storia del Vicino Oriente antico e degli studi biblici.
Tra il 2001 e il 2002 acquisisce parte della biblioteca dell’egittologo francese Alexandre Varille, contenenti tra l'altro le prime foto aeree delle Piramidi eseguite nel 1914 dal fotografo italo/austriaco Theodor Kofler e i suoi archivi completi che raccolgono anche quelli di Victor Loret e James E. Quibell e parte di quelli di Selim Hassan, Fernand Bisson de la Roque, etc...
Negli anni seguenti, porta la sua Biblioteca ad arricchirsi: con l'acquisizione di archi e librarie, come il fondo Bernard V. Bothmer nel 2008, di Baraize e con donazioni o depositi (ad es. l’epistolario di Heinrich Brugsch con Auguste Mariette e altri egittologi nel 2004, il fondo Wolja Erichsen nel 2006), e con donazioni o depositi (come gli archivi di Pierre Lacau nel 2009, di Giuseppe Botti “Primo” nel 2011, di Biri Fay, di Sergio Pernigotti).
Nel 2009, ha fondato la rivista EDAL Egyptian and Egyptological Documents Archives Libraries (Pontremoli editore, Milano), che dirige tuttora.

## Missione EIMAWA: Egyptian-Italian Mission at West Aswan
Tra gennaio e febbraio 2019, ha scoperto nella zona circostante il Mausoleo dell'Aga Khan ad Aswan circa 300 tombe e centinaia di corpi mummificati risalenti al periodo VII sec. a.C. al III sec. d.C. Di questo millennio si conosceva la vita degli abitanti di Aswan grazie a papiri e altri resti materiali, ma non il luogo dove fossero stati sepolti. La scoperta di questo anello mancante permette di aggiungere molti dati sulle condizioni di vita di queste persone e le cause della loro morte, oltre ai rapporti economico-commerciali con l'Africa subtropicale e occidentale, al lavoro nelle cave di pietra di Aswan e al ruolo da loro ricoperto in queste attività.
Il team interdisciplinare da lei diretto comprende topografi, ingegneri ed esperti di geomatica italiani ed egiziani, antropologi forensi, paleopatologi, paelobotanici, chimici, restauratori ed esperti di big data.

## Opere

### Monografie
- Gli ‘amministratori di proprietà’ nell’Egitto del III millennio a.C., SEAP 6, p. 1-244. Pisa: Giardini, ISBN 978-88-427-1208-4 (1989)
- L’autobiografia di Uni, principe e governatore dell’Alto Egitto, Monografie di SEAP, Series Minor 1, p. 1-107, Pisa: Giardini Editori, ISBN 9788842704126 (1990).
- Le lettere di Ippolito Rosellini nella Biblioteca Estense di Modena. SEAP 8, p. 5-111, Pisa: Giardini Editori, ISBN 88-427-1211-6  (1990)
- Zawiet el-Mayetin nel III millennio a.C., Monografie di SEAP, Series Minor 4, p. 1-139, Pisa: Giardini Editori, ISBN 88-427-1396-1 (1993)
- L’antico Egitto di Napoleone, Milano: Arnoldo Mondadori Editore, ISBN 88-04-48396-2 (2000)
- La Biblioteca e gli Archivi di Egittologia del Dipartimento di Scienze dell'Antichità dell'Università degli Studi di Milano. Novara: Nuova Tipografia San Gaudenzio (2002)
- Les scribes dans la société égyptienne de l’Ancien Empire. Vol. I, p. 1-777, Paris: Cybele, ISBN 2-9516758-5-2 (2002)
- Egypt and the Pharaohs, 1. From the Sand to the Library: Pharaonic Egypt in the Archives and Libraries of the Università degli studi di Milano. Milano: Università degli Studi - Skira, ISBN 978-88-5720-834-3 (2010)
- Egypt and the Pharaohs: from Conservation to Enjoyment. Pharaonic Egypt in the Archives and Libraries of the Università degli Studi di Milano. Milano: Università degli Studi - Skira, ISBN 9788857208343 (2011).
- Egitto dal cielo 1914. La riscoperta del fotografo pioniere prigioniero professionista Theodor Kofler  Firenze: Phasar. ISBN 978-88-6358-303-8 (2015)
- Egitto 1914: la vita straordinaria di Theodor Kofler, pioniere della fotografia archeologica aerea, Gavardo: Pro Loco del Chiese, ISBN 9788890544965. (2017)
- Gli archivi egittologici dell’Università degli Studi di Milano, 2. Il fondo Giuseppe Botti “primo” (Collana “Studi e Ricerche”), Milano: LED - Edizioni Universitarie di Lettere Economia Diritto, ISSN 1721-3096. (2019)
- Egittologia. Un'introduzione Milano: Le Monnier Università Edizioni, con M. Pozzi Battaglia ISBN 978-88-00-75016-5 (2023)

### Curatele
- Atti del Colloquio su Giovanni Kminek-Szedlo, Bologna, 7 maggio 1987, SEAP 2. Pisa: Giardini Editore, con S. Pernigotti ISBN 88-427-1204-3 (1987).
- Egitto. Dalle piramidi ad Alessandro Magno. Milano: Biblioteca di Via Senato Edizioni, con M. Pozzi Battaglia ISBN 8887945446 (2002)
- L’ufficio e il documento. I luoghi, i modi, gli strumenti dell’amministrazione in Egitto e nel Vicino Oriente antico. Atti delle Giornate di studio degli Egittologi e degli Orientalisti italiani. p. 1-566 (Quaderni di ACME 80), Milano: Cisalpino, ISBN con C. Mora (2006)
- Gli archivi egittologici dell’Università degli Studi di Milano, 1. Il fondo Elmar Edel. p. 1-486, (Il Filarete 230), Milano: LED, ISBN 978-88-7916-324-8 (2006)
- Fiktur Luryah fi Misr, 1881-1899: Min arshif Jami‘at Milanu ilá al-Mathaf al-Misri bi-al-Qahirah. 19 Mayo -30 Younio 2008. p. 1-207, Cairo: Supreme Council of Antiquities, ISBN 977-437-739-7 (2008)
- Victor Loret in Egypt (1881-1899): From the Archives of the Milan University to the Egyptian Museum in Cairo. Egyptian Museum in Cairo, May 19 - June 30, 2008. Cairo: Supreme Council of Antiquities, ISBN 9774377400 (2008)
- Museologia egiziana. Nuova Museologia 23, p. 1-40, Milano: Bine editore, Con G. Pinna ISSN 1828-1591 (2010)
- l tempo delle Accademie: progetto di una mostra, Mantova: Accademia Nazionale Virgiliana. Con P. Gualtierotti, E.M. Menotti (2018)